# Bielany Wrocławskie

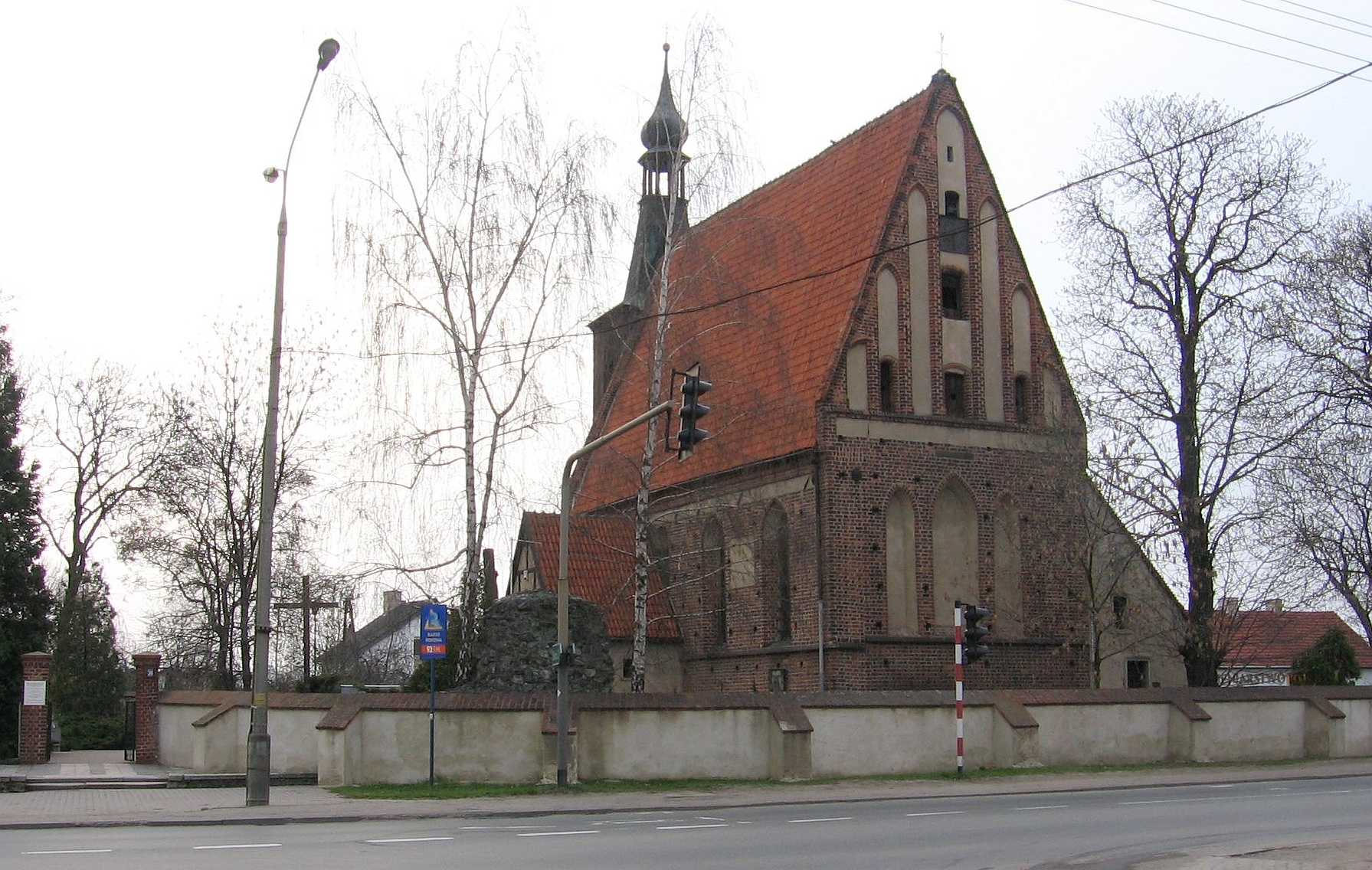
St.-Andreas-Kirche

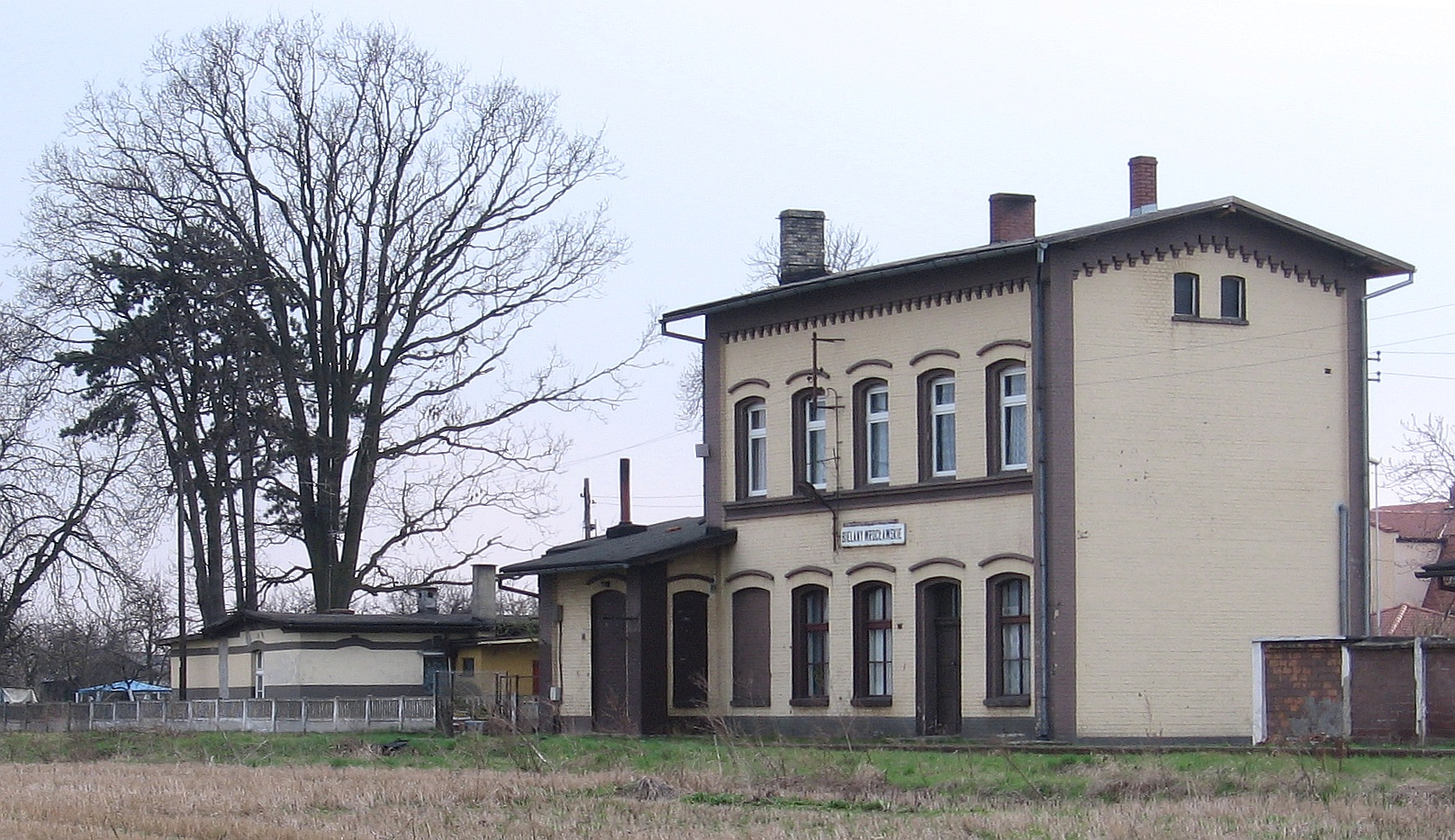
Bahnhofsgebäude (erbaut 1894)

Bielany Wrocławskie (deutsch Bettlern) ist ein Ort in der Landgemeinde Kobierzyce (Koberwitz, 1937–45 Rößlingen) im Powiat Wrocławski der Woiwodschaft Niederschlesien in Polen. Es liegt etwa 9,5 Kilometer südwestlich von Breslau an der Autobahn A4.

## Geschichte
Das Straßendorf „Bethlern“ gehörte zum Herzogtum Breslau und wurde erstmals 1341 urkundlich erwähnt, als König Johann dem Breslauer Bürger Nicolaus von Zittin das Vorwerk in Bethlern als Lehen überschrieb. Es gehörte zum Herzogtum Breslau, das bereits 1335 als erledigtes Lehen an die Böhmen gefallen war. Besitzer des Rittergutes war um 1825 Felix von Königsdorff (1791–1836). Um 1840 hatte Bettlern 49 Häuser, eine evangelische Schule, eine katholische Pfarrkirche mit einer Filiale in  Oltaschin, ein Allodial-Rittergut mit einem herrschaftlichen Schloss und ein Patrimonialgericht. Die Evangelischen Gläubigen waren zum Kirchspiel Domslau eingepfarrt. An der Dorfschule waren ein evangelischer Hauptlehrer und ein katholischer Hilfslehrer tätig.
Die Reformation hielt früh Einzug in Bettlern. Der evangelische Gottesdienst wurde zunächst in der katholischen Dorfkirche abgehalten, die jedoch Anfang 1653 im Zuge der Gegenreformation an die Katholiken zurückgegeben werden musste. Erster evangelischer Pfarrer war 1530–1550 Michael Buckius.
Nach dem Ersten Schlesischen Krieg 1742 fiel Bettlern mit dem größten Teil Schlesiens an Preußen. Nach der Neugliederung Preußens gehörte es zum Landkreis Breslau. 1884 wurde die Landgemeinde Bettlarn zusammen mit den Landgemeinden Bettlern, Domslau, Grünhübel und Lohe sowie den Gutsbezirken Bettlern, Grünhübel und Lohe dem Amtsbezirk Domslau eingegliedert. Ebenfalls 1884 erhielt es einen Bahnhof an der Strecke Breslau–Koberwitz der Preußischen Staatsbahn.
Gegen Ende des Zweiten Weltkriegs wurde Bettlern im Frühjahr 1945 von der Roten Armee besetzt. Als Folge des Zweiten Weltkriegs fiel Bettlern mit fast ganz Schlesien 1945 an Polen. Nachfolgend wurde es in Bielany Wrocławskie umbenannt. Die deutsche Bevölkerung wurde – soweit sie nicht vorher geflohen war – vertrieben. Die neu angesiedelten Bewohner waren teilweise Zwangsumgesiedelte aus Ostpolen, das an die Sowjetunion gefallen war.
Von 1975 bis 1998 gehörte Będkowice zu Woiwodschaft Breslau.

## Sehenswürdigkeiten

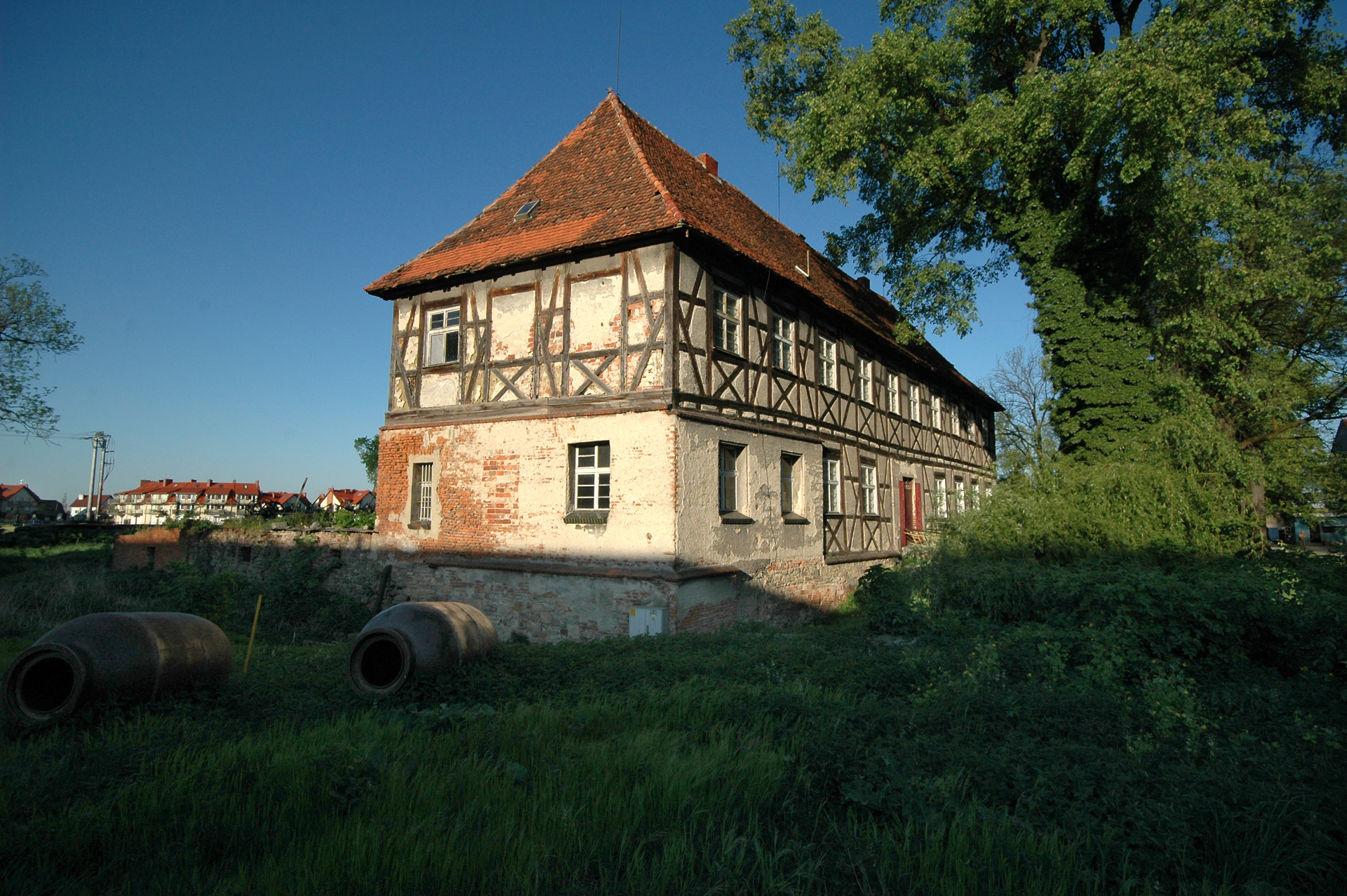
Herrenhaus

- Schloss Bettlern, errichtet im 16. Jahrhundert
- Die katholische Pfarrkirche St. Andreas wird erstmals 1351 erwähnt. Die spätgotische Saalkirche wurde von 1520 bis 1530 errichtet und mehrfach renoviert und umgebaut, zuletzt 1955. Von 1530 bis 1653 wurde die Kirche von evangelischen Christen genutzt. Der barocke Hauptaltar wird von einem Gemälde geschmückt, welches das Martyrium des heiligen Andreas zeigt. Die spätklassizistische Kanzel wurde 1849 von Franz Xaver Moschner gestaltet. Das barocke Taufbecken stammt aus der Zeit um 1700. In der Nische eines spätgotischen Sakramentshauses ist eine Deckenmalerei des Malers Baecke aus dem Jahr 1911 zu sehen. An der Außenwand ist eine Gedenktafel für Anna geborene Uthmann, die 1654 verstarb.[5]

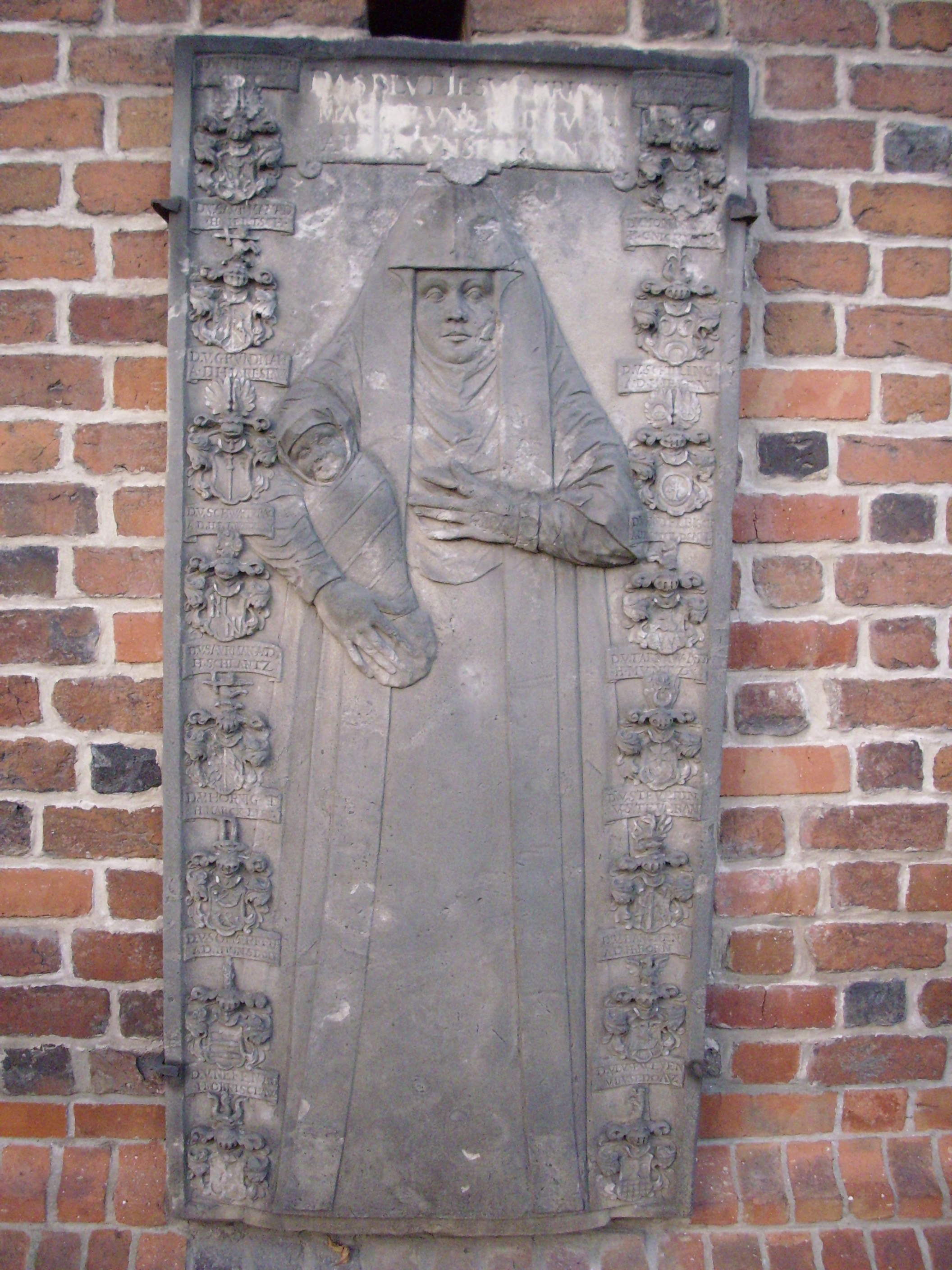
Epitaph der Anna
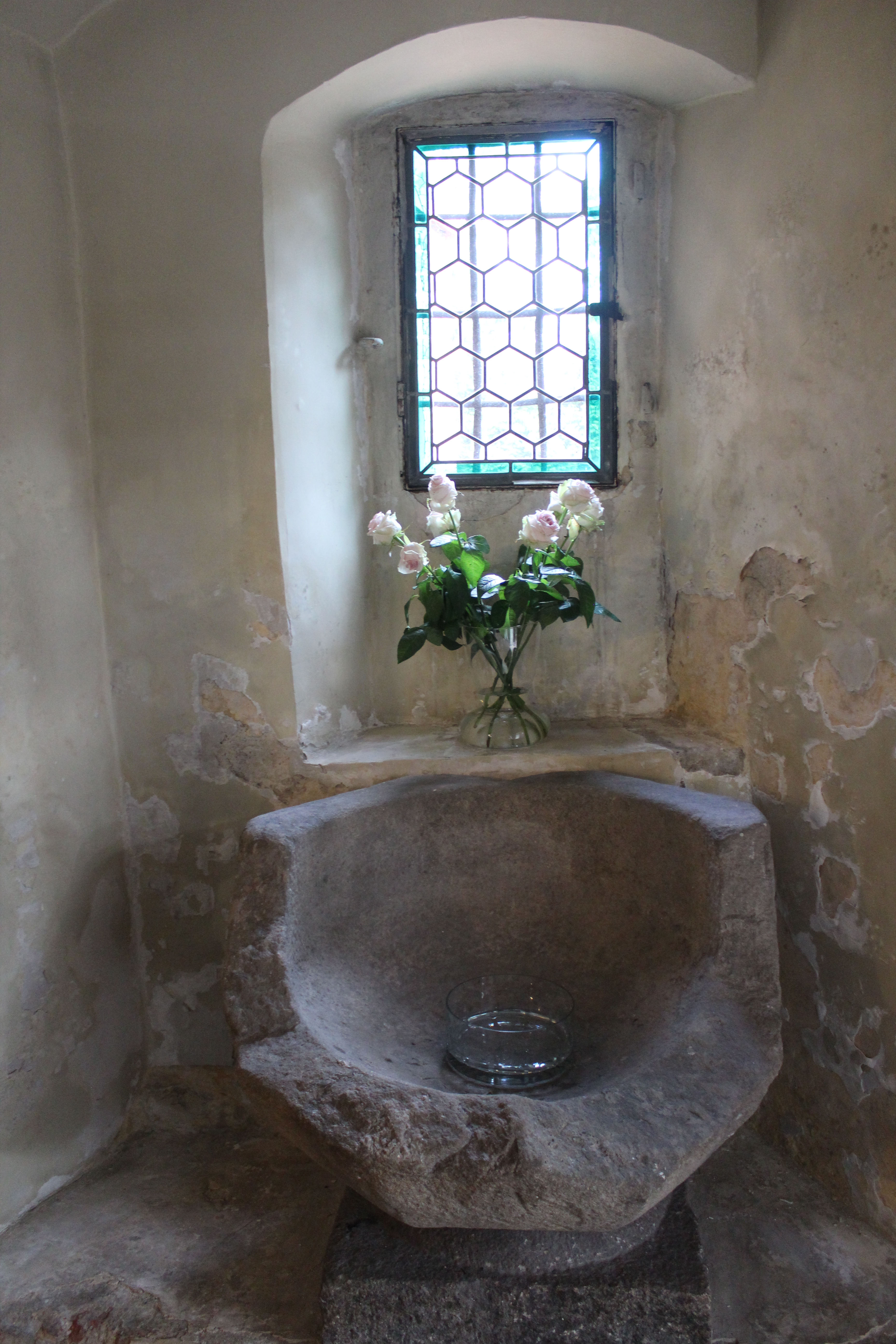
Taufbecken
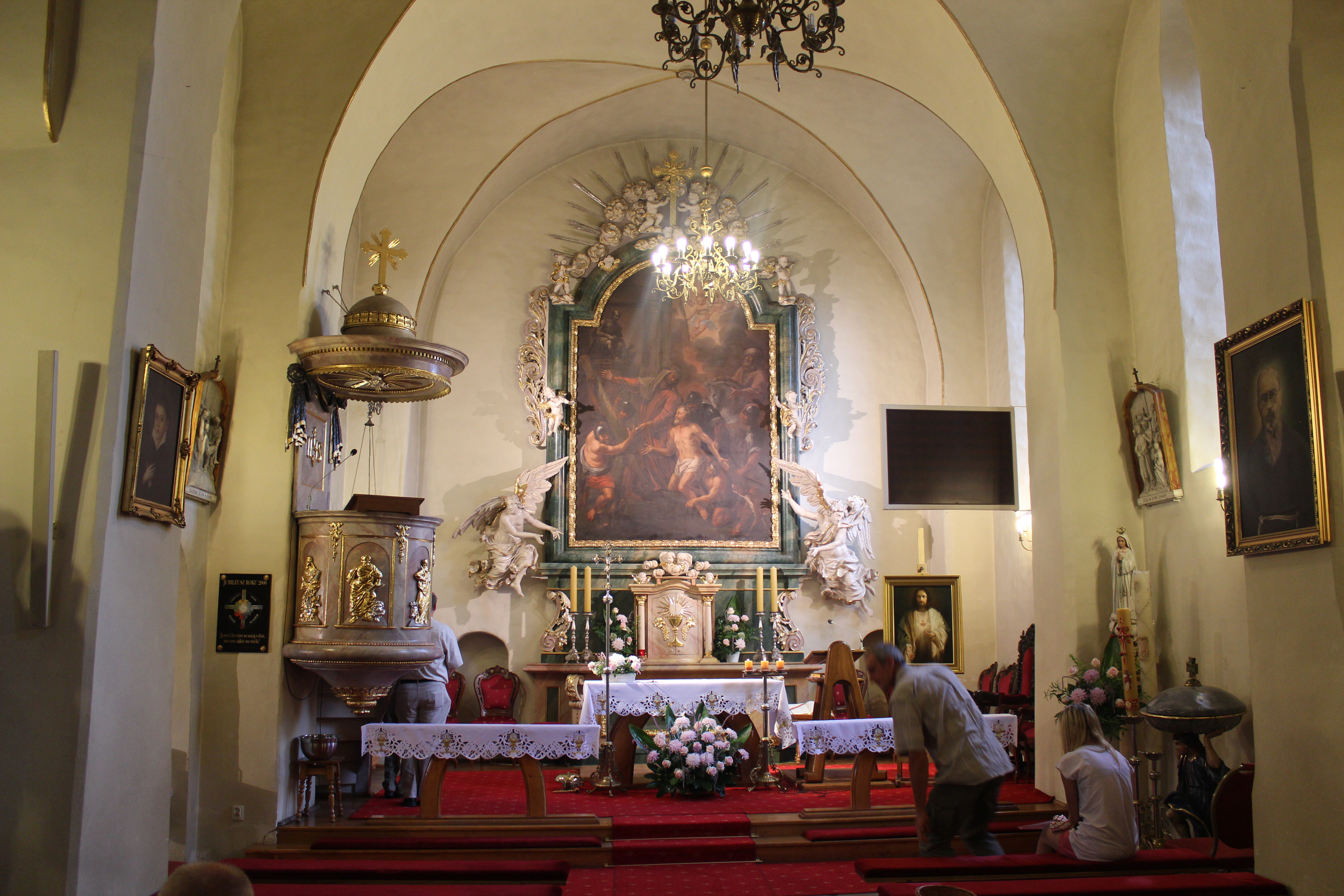
Hauptaltar
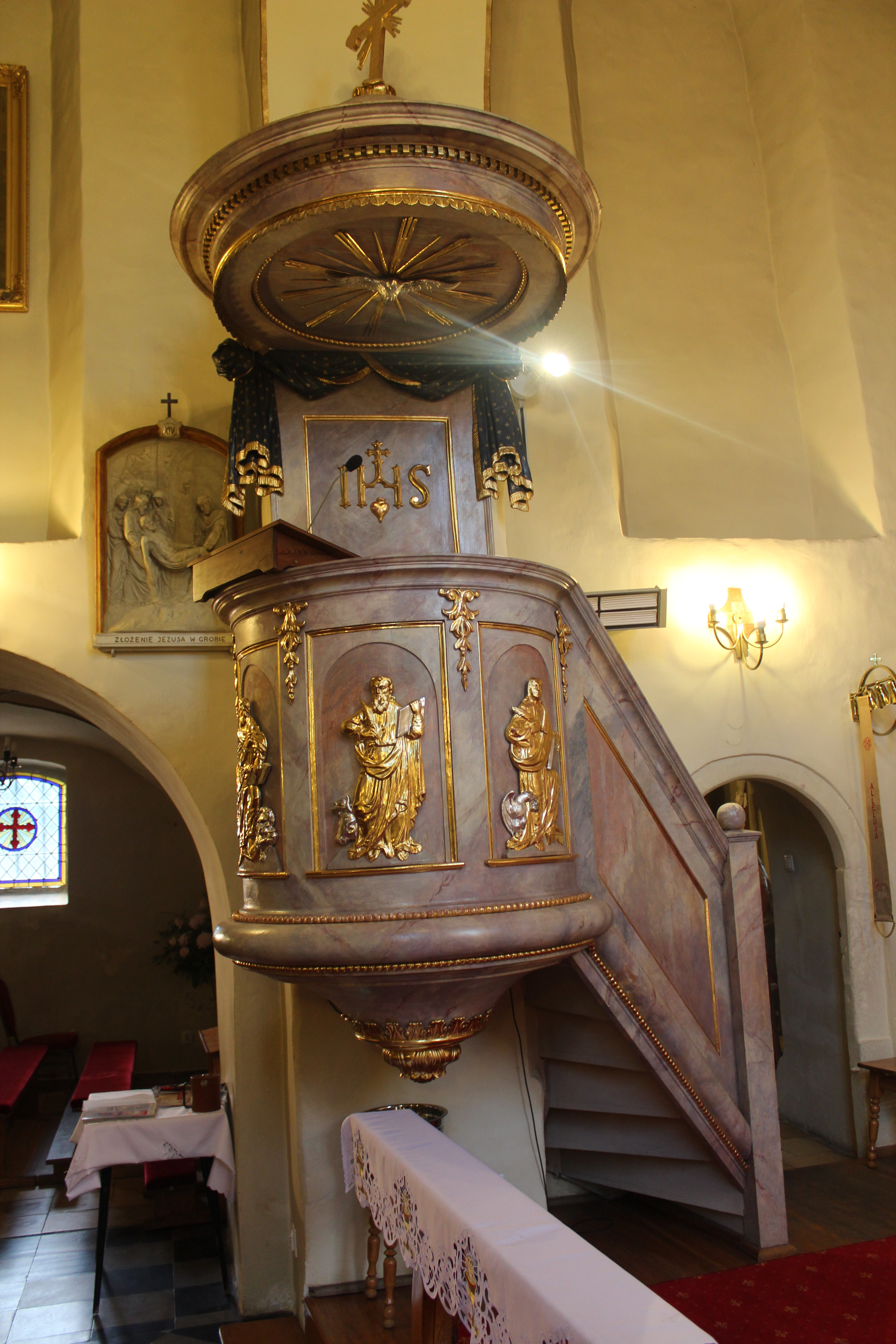
Kanzel

- Das Herrenhaus wurde wahrscheinlich Ende des 16. Jahrhunderts als Wasserschloss errichtet und von den Resten eines Grabens umgeben. Im Obergeschoß hat es Ständerfachwerk.[5]
- An der Straße nach Ślęza (Lohe) steht ein Speicher aus dem 18. Jahrhundert, er ist außen drei- und innen fünfgeschossig.

## Bevölkerungsentwicklung bis 1945
| Jahr | Einwohner | Anmerkungen          |
| ---- | --------- | -------------------- |
| 1816 | 383       | [ 6 ]                |
| 1825 | 420       | davon 114 Katholiken |
| 1840 | 431       | davon 97 Katholiken  |
| 1885 | 772       | [ 8 ]                |
| 1933 | 985       | [ 8 ]                |
| 1939 | 952       | [ 8 ]                |

## Evangelische Pfarrer bis 1945
- Michael Buckius, 1530–1550[3]
- Martin Weber, 1593–1605[3]
- Johann Grun, 1605–1624[3]
- Paul Elber, 1624–1632[3]
- Martin Kretschmar, 1632–1633[3]
- Christoph Steinberg, 1633–1639[3]
- Johann Jonas Profius († 1659), seit 1640, wurde am 10. Januar 1653 vertrieben[3]

## Wirtschaft
- In Bielany Wrocławskie befindet sich das Einkaufszentrum Aleja Bielany.
- 2014 entstand ein Amazon Logistics Center für etwa 2000 Mitarbeiter, das auch Deutschland beliefert.[9]

## Persönlichkeiten
- Felix von Königdorff (1791–1836), Gutsbesitzer
- Friederika Henriette Louise Flemming (* 1818), deutsche Instrumentalistin (Piano, Orgel),[10] geboren in Bettlarn.
- Bernhard Strehler (1872–1945), deutscher Priester